# Matejka Mohorič
Matejka Mohorič (* 17. Juli 1978 in Kranj) ist eine ehemalige slowenische Biathletin.
Matejka Mohorič studierte Geologie und Soziologie. Sie lebt in Kranj und stammt aus einer Familie von Skilangläufern. 1994 wechselte die Athletin von TSK Merkur Kranj zum Biathlonsport, wo sie die Schießlastigen Einzel bevorzugte, da sie eine bessere Schützin als Langläuferin war. Seit 1995 gehörte sie dem slowenischen Nationalkader an. Ihre ersten Rennen bestritt sie 1996 in Osrblie und wurde 51. eines Einzels. Erste internationale Meisterschaft wurden die Biathlon-Weltmeisterschaften 1997 in Osrblie, bei denen sie 54. des Sprints, mit Andreja Koblar, Lucija Larisi und Tadeja Brankovič als Startläuferin 19. des Staffelrennens wurde und in derselben Besetzung auf den 18. Platz im Mannschaftsrennen kam. Kurz darauf wurde sie in Nagano in derselben Staffelbesetzung Fünfte eines Rennens und erreichte damit ihr bestes Ergebnis im Weltcup. In der folgenden Saison wurde ein 28. Platz bei einem Verfolgungsrennen in Kontiolahti zu ihrem besten Resultat im Weltcup. Zum Karrierehöhepunkt wurden die Olympischen Winterspiele 1998 in Nagano, wo sie mit Larisi, Andreja Grašič und Brankovič im Staffelrennen Neunte wurde. Nach den Spielen nahm sie an den Biathlon-Juniorenweltmeisterschaften 1998 in Jericho teil und wurde 38. des Einzels und 28. des Sprints. Letztes Großereignis wurden die Biathlon-Weltmeisterschaften 1999 in Kontiolahti. Die Slowenin startete in Sprint und Staffel und belegte die Ränge 59 im Sprint und als Schlussläuferin mit Koblar, Larisi und Brankovič 13 im Staffelwettbewerb. Zum Karriereabschluss wurden danach drei Rennen in Jablonec nad Nisou im Europacup. Im Sprint verpasste sie hinter Hana Rychterová den Sieg, in Verfolgung und im Massenstart verpasste sie als Viertplatzierte knapp weitere Podestplatzierungen.

## Biathlon-Weltcup-Platzierungen
| Platzierung                              | Einzel | Sprint | Verfolgung | Massenstart | Team | Staffel | Gesamt |
| ---------------------------------------- | ------ | ------ | ---------- | ----------- | ---- | ------- | ------ |
| 1. Platz                                 |        |        |            |             |      |         |        |
| 2. Platz                                 |        |        |            |             |      |         |        |
| 3. Platz                                 |        |        |            |             |      |         |        |
| Top 10                                   |        |        |            |             | 1    | 4       | 5      |
| Punkteränge                              |        |        |            |             | 2    | 6       | 8      |
| Starts                                   | 13     | 24     | 6          |             | 2    | 7       | 52     |
| Stand: Karriereende, Daten wohl komplett |        |        |            |             |      |         |        |